# 체 애덤스
체 잭 에버튼 프레드 애덤스(영어: Ché Zach Everton Fred Adams, 1996년 7월 13일~)는 세리에 A의 토리노 FC와 스코틀랜드 축구 국가대표팀에서 공격수로 활약하는 프로 축구 선수이다.
애덤스는 오드비 타운과 일케스턴에서 비리그 축구 선수 생활을 시작했고, 2014년 후반 잉글리시 풋볼 리그의 셰필드 유나이티드로 이적했다. 그는 2016년 8월 EFL 챔피언십 클럽인 버밍엄 시티로 이적하기 전까지 1부 리그에 47번 출전했다. 그는 버밍엄에서 세 시즌을 보낸 후 2019년 7월 사우샘프턴 FC로 이적했다.
애덤스는 2015년에 20세 이하 대표팀에서 고국인 영국을 대표했다. 그는 스코틀랜드 출신으로 국가대표팀에 선발되었고 2021년에 성인 무대에 데뷔했다. UEFA 유로 2020에서 그는 스코틀랜드 대표로 주요 토너먼트 결승전에 출전한 최초의 비백인 선수가 되었다.